# Simple Plan (album)
Simple Plan is het derde album van de Canadese poppunkband Simple Plan. Het album kwam 8 februari 2008 in Nederland uit.

## Achtergrondinformatie
Na het toeren voor hun vorige studioalbum Still Not Getting Any... nam de band begin maart 2006 een pauze en begonnen ze te werken aan nieuw materiaal. 1 juli 2007 begon de band met het opnemen van de drums in Los Angeles, om de rest af te ronden in Montreal. In september waren ze gereed en gingen terug naar Los Angeles om het album te mixen met Chris Lord-Alge om vervolgens naar New York te gaan om het te masteren.
Het album zou oorspronkelijk 29 januari 2008 uitkomen, maar werd door productieproblemen twee weken vertraagd; sommige vocalen van Generation moesten opnieuw opgenomen worden.
De albumhoes werd begin december bekendgemaakt, maar werd afgekeurd door de fans. Hierdoor werd een nieuwe hoes gebruikt.

## Singles
Op 24 oktober werd een preview van 25 seconden van de leadsingle When I'm Gone op de website van Simple Plan gezet. De première was een deel van een webcast met de bandleden waar vragen van fans werden beantwoord. Het werd 29 oktober via iTunes en lala.com in de Verenigde Staten digitaal uitgebracht. In Nederland kwam de single 25 januari 2008 fysiek uit. De tweede single was Your Love Is a Lie en werd Alarmschijf. De derde single was Save You, dat geschreven was voor de leadzangers broer die aan kanker lijdt. Simple Plan zette een stichting tegen kanker op.

## Tracklist

### Standaardeditie
1. "When I'm Gone" — 03:49
2. "Take My Hand" — 03:51
3. "The End" — 03:22
4. "Your Love Is a Lie" — 03:42
5. "Save You" — 03:45
6. "Generation" — 03:02
7. "Time to Say Goodbye" — 02:56
8. "I Can Wait Forever" — 04:54
9. "Holding On" — 05:03
10. "No Love" — 03:15
11. "What If" — 05:54

### Gelimiteerde editie/Japanse editie
1. "Running out of Time[3]" - 3:18
2. "When I'm Gone" (Acoustic Version) - 3:31[3]

- De gelimiteerde editie en de Japanse editie bevatten de "Parental Advisory"-label vanwege het woordje "fucks" dat in "Your Love Is a Lie".

### Bonus-dvd gelimiteerde editie
1. Simple Plan: The Making of
2. "When I'm Gone": Beyond the Video
3. "When I'm Gone" Music Video
4. Simple Plan: Beyond the Photo Shoot
5. Simple Plan: Live in NYC

## Verschijningsdata
| Land                                               | Datum            |
| -------------------------------------------------- | ---------------- |
| Japan                                              | 6 februari 2008  |
| België, Duitsland, Nederland                       | 8 februari 2008  |
| Frankrijk, Portugal, Zuid-Afrika                   | 11 februari 2008 |
| Brazilië, Canada, Mexico, Spanje, Verenigde Staten | 12 februari 2008 |
| Finland, Zweden                                    | 13 februari 2008 |
| Maleisië                                           | 14 februari 2008 |
| Italië                                             | 15 februari 2008 |
| Australië                                          | 16 februari 2008 |
| Denemarken                                         | 17 februari 2008 |
| Ierland, Nieuw-Zeeland, Verenigd Koninkrijk        | 18 februari 2008 |

## Hitlijsten
| Lijst (2008)                     | Piek |
| -------------------------------- | ---- |
| Amerikaanse Billboard 200 Albums | 14   |
| Britse Album Chart               | 31   |
| Nederlandse Album Top 100        | 43   |
| Spaanse PROMUSICAE Albumlijst    | 13   |